# Автоматичне керування

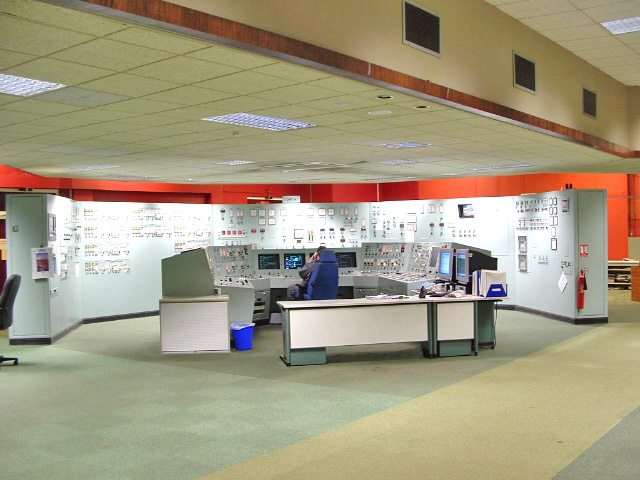
Мінімальне втручання людини потрібне в умовах автоматичного керування такими складними об'єктами як електрогенеруючі станції

Автомати́чне керува́ння (англ. automatic control) — виконання без безпосередньої участі людини певних впливів на об'єкт керування, необхідних і достатніх для одержання цілеспрямованого його функціонування із заданою точністю.
Сутність (функційна структура) автоматичного керування містить три групи дій (операцій):
- збирання інформації про мету керування, стан об'єкта керування та зовнішні впливи;
- формування керувальних впливів;
- реалізація керувальних впливів.

## Застосування
Автоматичне керування знайшло застосування в багатьох технічних і біотехнічних системах для:
- виконання операцій, що не можуть бути здійснені людиною у зв'язку з необхідністю переробки великої кількості інформації в обмежений час;
- підвищення продуктивності праці;
- забезпечення необхідної якості і точності регулювання;
- звільнення людини від керування системами, що експлуатуються в умовах відносної недоступності чи небезпечних для здоров'я.

Автоматичне керування знайшло застосовування в найрізноманітніших галузях: у машинобудуванні, металургії, гірництві, хімічній, текстильній, харчовій промисловостях, поліграфії, на транспорті, в енергетиці, техніці зв'язку тощо. Автоматичне керування роботою доменних і сталеплавильних печей, електростанцій, цехів, заводів з виготовлення деталей машин та інших виробів суттєво підвищує продуктивність устаткування, інтенсифікує виробничі процеси, знижує собівартість готової продукції, а також поліпшує умови праці робітників.

## Системи автоматичного керування
Мета будь-якого керування, у тому числі і автоматичного, тим чи іншим способом пов'язується із зміною в часі регульованої (керованої) величини — вихідної величини об'єкта керування. Для досягнення мети керування, з урахуванням особливостей керованих об'єктів різної природи і специфіки окремих класів систем, організовується вплив на виконавчі органи об'єкта — керувальний вплив. Він призначений також для компенсації ефекту від зовнішніх збурювальних впливів, що прагнуть порушити необхідну поведінку регульованої величини. Керувальний вплив виробляється пристроєм керування. Сукупність керувального пристрою і об'єкта керування, що взаємодіють між собою з використанням чутливих (вимірювальних) елементів та виконавчих елементів (органів) утворює автоматичну систему керування (систему автоматичного керування, САК).
Автоматичне керування здійснюється механічними, гідравлічними, пневматичними і електричними системами. Часто всі системи автоматичного керування об'єднуються в одній установці. В поєднанні з засобами обчислювальної техніки програмне керування дозволяє створювати високоорганізовані системи автоматичного керування, що автоматично вибирають найвигідніші режими роботи як окремих машин і механізмів, так і цілих виробничих комплексів. При централізованому автоматичному керуванні на невеликих відстанях застосовують дистанційне керування, а на значних — телекерування.

## Види автоматичного керування
Види автоматичного керування в теорії керування класифікуються як за метою керування, так і за принципом формування керувальних впливів на об'єкт керування.
За метою керування розрізняють автоматичне керування: стабілізаційне, слідкувальне, програмне, координувальне, оптимальне, екстремальне, термінальне, протиаварійне, відновлювальне.

Функціональна схема САК з керуванням за збуренням

Функціональна схема САК з керуванням за відхиленням

Функціональна схема САК з комбінованим принципом керуванням

Щодо формування керувальних впливів, то робота усіх типів САК базується лише на двох принципах, а саме на:
- керуванні за збуренням;
- керуванні за відхиленням.

### Керування за збуренням
Керування у цій системі здійснюється з урахуванням значення збурювальної величини. Величина збурення вимірюється і сигнал про її значення подається на вхід керувального пристрою. Керувальний пристрій аналізує значення сигналу збурення і виробляє керувальну дію на об'єкт керування. Такий принцип керування має назву принципу Понселе. Його ще інколи називають компенсаційним керуванням. Назва відображає той факт, що у цьому випадку в результаті керування компенсується вплив збурювальної величини.
Перевагою такого керування є швидкодія. Як тільки величина збурення почала змінюватися, пристрій керування одразу реагує на цю зміну. Таке керування не допускає зміни режиму роботи об'єкта.
Для цього принципу керування властиві певні недоліки. По-перше, збурювальних впливів на об'єкт може бути декілька, наприклад, зміна навантаження, температури середовища, рівня у резервуарі тощо. Для забезпечення надійного керування потрібно враховувати кожну з величин збурення і для кожної будувати своє коло регулювання. Це практично здійснити неможливо, адже на роботу будь-якого об'єкта може впливати безліч причин. По-друге, для здійсненням керування за збуренням необхідно повністю знати залежність реакції системи на збурювальну дію будь-якої величини й ввести цю залежність в алгоритм роботи регулятора. Тобто розробка регулятора передбачає попереднє вивчення поведінки системи при різних збуреннях, що не завжди можна здійснити з потрібним ступенем точності.

### Керування за відхиленням
За цим принципом на виході системи вимірюється значення вихідної величини. Сигнал про це значення подається на пристрій керування. Пристрій керування виробляє керувальний сигнал, який залежить від різниці між сигналом задавача та вихідним сигналом (сигналом зворотного зв'язку). Такий принцип керування має назву принцип Ползунова — Ватта.
Тут керування здійснюється залежно від різниці між значеннями вихідної і задаючої величини. Воно здійснюється незалежно від причини, яка викликає це відхилення. Не важливо, скільки є збурювальних дій і яка з них викликала відхилення режиму роботи. Керування здійснюється тільки залежно від значення різниці величин і може враховувати будь-які впливи на систему. В цьому є перевага керування за відхиленням.
Недоліками керування за відхиленням є інерційність (відставання в часі регулювальної дії від зміни збурення) системи, яка веде до виникнення коливань та нестабільності поведінки системи. Це пояснюється тим, що за цим принципом пристрій керування починає діяти на об'єкт лише тоді, коли режим роботи об'єкта зміниться і коли з'явиться різниця між значеннями вихідної та задаючої величин.
Системи, в яких реалізовано принцип керування за відхиленням, прийнято називати замкнутими системами. У них існує зворотній зв'язок між виходом системи та пристроєм керування.

### Комбінований принцип керування
САК, що працює за комбінованим принципом, є об'єднанням двох розглянутих систем керування. На пристрій керування подається сигнал про значення збурення і сигнал про значення вихідної величини. Для кожного сигналу існує свій контур регулювання.

## Теорія автоматичного керування
Теорія автоматичного керування (ТАК) наукова дисципліна, яка вивчає принципи побудови систем автоматичного керування і закономірності процесів, що мають в них місце, котрі вона досліджує на динамічних моделях дійсних систем з врахуванням умов роботи, конкретного призначення й конструктивних особливостей об'єкту керування й автоматичних пристроїв, з метою створення роботоздатних й точних систем автоматичного керування.